# جنبش گولن
جنبش گولن (ترکی استانبولی: Gülen hareketi) یک حرکت اجتماعی مذهبی است که توسط فتح‌الله گولن معترض مذهبی ترک ساکن آمریکا هدایت می‌شود و گرچه به صورت رسمی نامی ندارد اما معمولاً از آن به عنوان "خدمت" یاد می‌شود و اعضای آنرا جماعت می‌نامند.